# Orthosternarchus tamandua
Orthosternarchus tamandua là một loài cá trong họ Apteronotidae, có nguồn gốc từ các kênh sông sâu của hệ thống sông Amazon. Nó là loài duy nhất trong chi của nó. Loài này đặc trưng bởi mõm dài hình ống, vây bụng và đuôi dài, nhỏ, mắt hai bên không cân xứng.

## Phân bố và môi trường sống
O. tamandua là một loài tương đối hiếm được tìm thấy trong các lưu vực sông Amazon, phong phú nhất tại Rio Negro và Rio Purus. Nó sống ở cả Whitewater và nước bẩn, thường xuất hiện ở độ sâu 6–10 m và đôi khi nông hoặc sâu hơn, nhưng không bao giờ vượt quá 20 m. Nó không có mặt tại kênh vùng đồng bằng, sông và hồ nhỏ. Một vài mẫu vật được biết đến từ hợp lưu của Solimões Rio và Rio Negro, và từ Hồ Prato, Anavilhanas.